# Invitación a la danza (Weber)

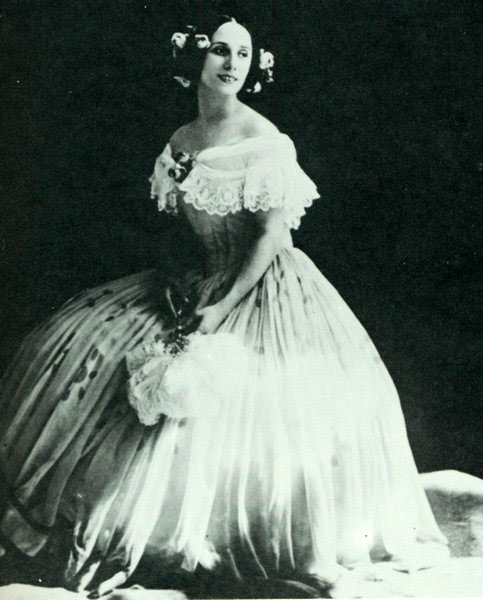
Anna Pavlova en Invitación a la danza, de Carl Maria von Weber, Londres.

Invitación a la danza (Aufforderung zum Tanz, en alemán), op. 65, es una pieza para piano a cuatro manos, de 1819, del compositor alemán Carl Maria von Weber. Mantiene un ritmo de vals de 3/4. Es popularmente conocida en la orquestación que hizo Hector Berlioz en 1841 para incluirla como ballet durante el intermedio de la ópera Der Freischütz.
En la versión para orquesta, la pieza se inicia con un llamado del violonchelo y los vientos a la orquesta para que inicie la danza. Luego se suceden una serie de pequeños valses, algunos de los cuales se repiten. La obra termina, de forma cíclica, con la repetición de la introducción a cargo del violonchelo y los vientos.
La invitación a la danza ha servido de modelo para valses de concierto y sinfónicos escritos durante el siglo XIX en pleno romanticismo musical, como por ejemplo, las obras de Johann Strauss II.